# Abtei Saint-Sauveur d’Anchin
Die Abtei Saint-Sauveur d’Anchin ist eine ehemalige Benediktinerabtei, die 1079 auf dem Gebiet der heutigen französischen Gemeinde Pecquencourt (Département Nord) gegründet wurde. Vom 11. bis 13. Jahrhundert war die Abtei ein wichtiges kulturelles Zentrum und beherbergte eine Kopistenwerkstatt, die zahlreiche Manuskripte und Urkunden anfertigte. Im Jahre 1568 beteiligte sich die Abtei an der Gründung des Collège d’Anchin Collegium aquicinctinum Duaci, des wichtigsten College der Universität Douai, das bis zu ihrer Vertreibung im Jahre 1764 von den Jesuiten geleitet wurde.

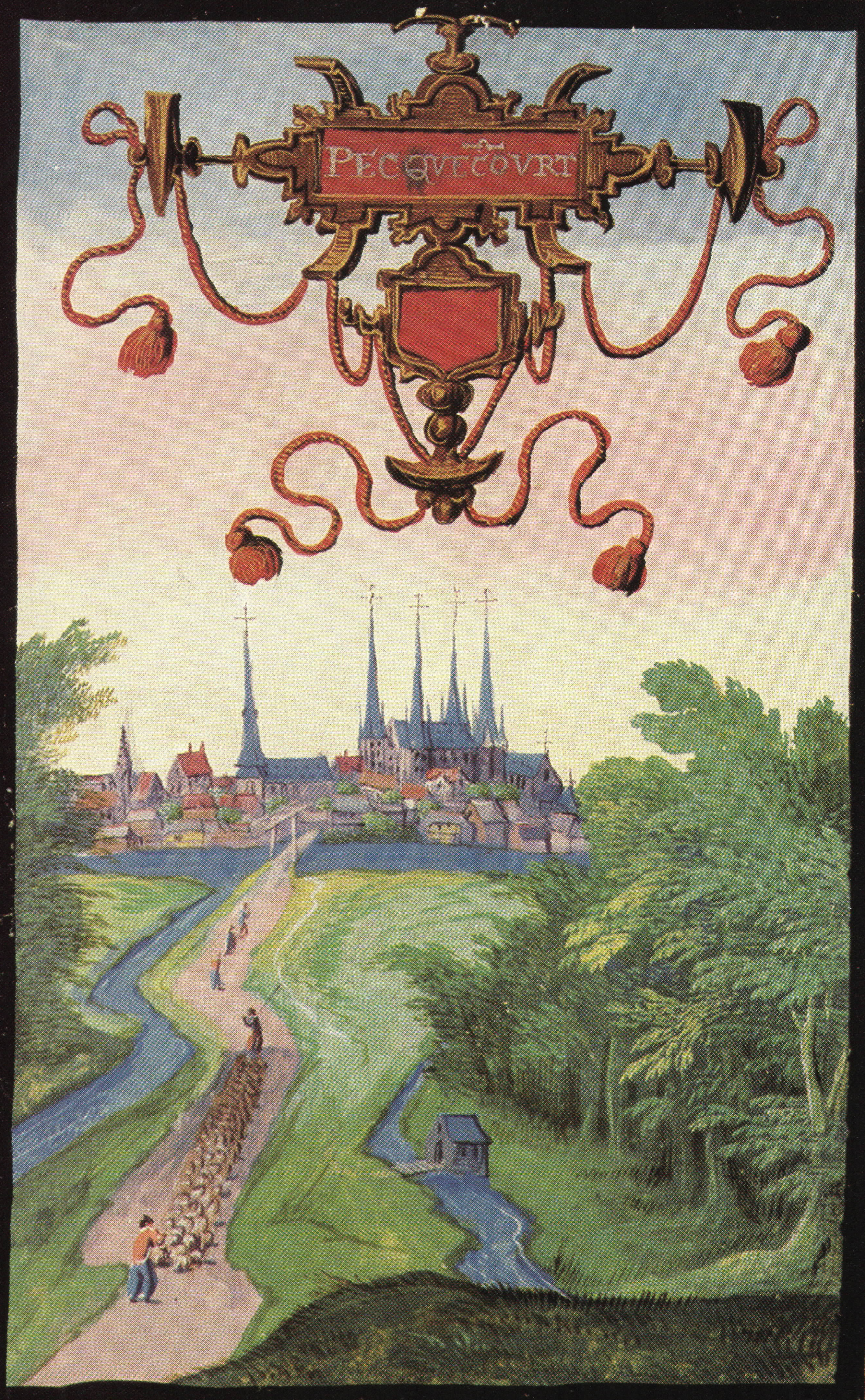
Die Abtei Saint-Sauveur d'Anchin im 16. Jahrhundert, Kopialbuch des Albums de Croÿ, Gouache von Adrien de Montigny

Die Abtei wurde zu Beginn der Französischen Revolution aufgelöst und ihre Gebäude 1792 abgerissen. Ihre Überreste wurden am 30. Mai 1990 in die Liste der Monument historique aufgenommen.

## Lage
Die Gemeinde Pecquencourt liegt etwa 5 km östlich von Douai, einer Stadt nahe der Grenze zum Département Pas-de-Calais, etwa 30 km südlich von Lille und etwa 30 km nordöstlich von Arras.
Der Ort Anchin (oder Enchin), lateinisch Aquicinctum (von aqua „Wasser“ und cinctus „umgürten, umgeben“) oder Aquacignium genannt, ist eine 25 Hektar große Insel inmitten der Sümpfe südlich der Scarpe (Nebenfluss der Schelde), nördlich des Ortskerns von Pecquencourt.

Wappen: Azurblau, übersät mit goldenen Lilien, darauf ein schreitender silberner Hirsch.

## Geschichte und Legende

### Der Einsiedler Gordaine
Im 8. Jahrhundert soll Gordaine (oder Gourdaine, lateinisch Gordianus), ein Einsiedler und Beichtvater, der manchmal als Gründer der Abtei angesehen wird, auf dieser wilden Insel gelebt haben, wo er eine kleine Kirche (ecclesiola) errichtete, in der er begraben wurde, bevor sein Leichnam nach Douai überführt wurde. Ein Brunnen in Montigny-en-Ostrevent erinnert an seinen Namen und die Quelle des Eremiten (oder der Einsiedelei) im Wald von Bugnicourt in Roucourt verdankt ihm wahrscheinlich ihren Namen. Das Fest von Saint Gordaine wird am 16. Oktober gefeiert. In der Kirche Saint-Gilles in Pecquencourt befindet sich ein anonymes Gemälde aus dem 17. Jahrhundert, das die Wunder des Heiligen Gordaine zeigt.

### Ursprungslegende
Der Legende nach waren Sohier (auch Soihier oder Sicher), Herr von Loos und Courcelles und Gautier, Herr von Montigny-en Ostrevent, Erbfeinde. Eines Nachts klopfte Sohier an die Tür des Schlosses von Gautier. Dieser erkannte ihn und nahm ihn trotzdem auf. Beide hatten denselben Traum, in dem sie von einem weißen Hirsch auf die Insel Gordaine geführt wurden. Am nächsten Tag besuchten sie die Insel und sahen den weißen Hirsch aus ihrem Traum wieder. Sie versöhnten sich und beschlossen um 1076, auf der Insel eine Abtei zu errichten.

### Gründung (1079)
Laut ihrer Gründungsurkunde wurde die dem Erlöser geweihte Abtei erst 1079 wirklich gegründet, und zwar auf Land, das Anselm II. von Bouchain, Graf von Ostrevent, 1077 zu diesem Zweck gestiftet hatte. Gerard II., Bischof von Cambrai, übertrug ihr die Pfarrstelle von Cantin.
Die Kirche Saint-Sauveur wurde 1086 geweiht.

### Turnier von Anchin
Im Jahre 1096 soll die Abtei Schauplatz des legendären Turniers von Anchin gewesen sein, an dem 300 Ritter aus Ostervant, der Grafschaft Hennegau, Cambrai und Artois teilnahmen. Anselm II. soll dieses riesige Turnier um Lichtmess zur Einweihung des Klosters veranstaltet haben; eine seltsamerweise „nie aufgefundene“ Urkunde soll sogar die Namen der Teilnehmer enthalten, alles edle Ritter aus Hennegau, Valenciennes, Cambrai, Tournai, aber auch aus Ponthieu, Artois und sogar aus Boulonnais. Die Geschichte dieses Turniers von 1096 ist eine sehr geschickte Fälschung aus dem 17. Jahrhundert, auf die Arthur Dinaux
Im Jahre 1109 erhob der vierte Abt von Anchin Cantin zur Stadt. Die Abteien von Anchin und Flines kamen durch Schenkungen der nachfolgenden Herrscher in den Besitz reicher und ausgedehnter Ländereien auf dem Gebiet von Cantin.
Im Jahre 1182 wurde unter Baudouin V., Graf von Hennegau, mit dem Bau einer neuen Abteikirche begonnen, die 1250 eingeweiht wurde.

### Neuzeit, das Collège d’Anchin
Im Jahre 1562 wurde unter der Schirmherrschaft der Abtei das Collège d’Anchin gegründet, ein bedeutendes Kolleg, das der Universität von Douai angegliedert war und von Jesuiten unterrichtet wurde.
Am Vorabend ihrer Aufhebung verfügte die Abtei eine Rente von über mehr als 300.000 Livres, was ihrem letzten Abt und Kommenden Henry Benedict Stuart, Kardinal von York, ein jährliches Einkommen von 93.000 Livres einbrachte.

### Aufhebung der Abtei
Die Abtei von Anchin wird während der Französischen Revolution aufgelöst und per Dekret vom 28. Oktober 1790 zum Nationalgut erklärt. Am 27. März 1792 wurde sie für 47.700 Livres an François-Joseph Tassart aus Douai versteigert und abgerissen.

## Architektur

### Abteikirche
Die erste dem Heiligen Erlöser geweihte Kirche wurde am 7. Oktober 1086 eingeweiht. Im Jahr 1182 legte Graf Baudouin V. von Hennegau den Grundstein für die neue Kirche, die am 23. Oktober 1250 geweiht wurde. Sie war 105 Meter lang, 26 Meter breit und 26 Meter hoch; ihre vier Türme erreichten eine Höhe von 56 Metern.
Nach der Revolution wurde das Tabernakel der Abtei von Anchin im Hôpital général de Douai aufbewahrt. La Trinité, auch Retable d'Anchin genannt, ist ein um 1511 von dem Künstler Jehan Bellegambe aus Douai geschaffenes Polyptychon aus Holz, das sich im Musée de la Chartreuse in Douai befindet.
Die 1732 von Cornil Cacheux für die Abtei gebaute und von Charles Dallery fertiggestellte Hauptorgel mit 60 Registern und vier Manualen, von denen zwei fünf Oktaven umfassen, verfügt über ein mit den Statuen von David und der Heiligen Cäcilie geschmücktes Gehäuse, das 1760 von Antoine Gilis (1702–1781) nach Zeichnungen der Mönche geschnitzt wurde. 1792 wurde die Orgel in die Stiftskirche Saint-Pierre in Douai verlegt.

## Liste der Äbte

### Reguläre Äbte
- 1079–1087: Allard (1. Abt), Reformabt, er setzte die Regel des Heiligen Benedikt durch, die 1085 auch von der Abtei Affligem angenommen und von zwei Lehrern und Vorbildern der Observanz eingeführt wurde: Prior Titubalde und Rudolf, die von Alard delegiert wurden, der mit ihnen am Vorabend von Christi Himmelfahrt 1085 kam.[20]
- 1088: Anselme, oder Alelme, war der zweite Abt und wurde von der Abtei Notre-Dame du Bec berufen.
- 1088–1102: Haymeric, der dritte Abt, wurde als einfacher Ordensmann aus der Abtei Saint-Vaast in der Nähe von Arras berufen. Während seiner Amtszeit wurden zahlreiche Schenkungen und Stiftungen vorgenommen (Priorat von Aymeries). Papst Urban II. schrieb ihm mehrmals. Er nahm an der Synode von Clermont im Jahr 1095 und an der Synode von Arras im Jahr 1097 teil.
- 1102–1110: Geduin  (gest. 1123), 4. Abt. Er war Mönch in der Abtei Saint-Vincent de Laon. Als er zum Abt der Abtei Saint-Michel ernannt wurde, lehnte er das Amt ab und floh nach Saint-Sauveur, wo ihn die Ordensleute ihrerseits wählten. Er zog sich in das Priorat Saint-Magulphe oder Machut in Wales zurück, das zur Abtei gehörte, wo er schließlich starb.
- 1110–1111:  Robert (gest. 1119), 5. Abt, Mönch aus der Abtei Saint-Bertin in Saint-Omer. Meinungsverschiedenheiten über seine Wahl zwangen ihn im folgenden Jahr zum Rücktritt.
- 1112–1130: Alvise (geboren um 1070, gestorben 1148 in Philippi, Makedonien), 6. Abt und später Bischof von Arras, reformierter Mönch aus der Abtei Saint-Bertin in Saint-Omer, war bei seiner Wahl Prior der Abtei Saint-Vaast. Er erhielt von den Päpsten Paschalis II. und Calixt II. Urkunden, die den Äbten von Anchin quasi-bischöfliche Rechte sowie zahlreiche und umfangreiche Pfründe zusicherten.
- 1130–1165: Goswin von Anchin, genannt Gozuinus, 7. Abt[21].
- 1165–1175: Alexander, 8. Abt, Biograph seines Vorgängers, gewählt am Tag des Begräbnisses von Abt Goswin
- 1176: Simon, 9. Abt
- 1201–1208: Adam,  10. Abt
- 1208–1212: Guillaume, oder Willaume Le Parent, 11. Abt, dann Ordensmann in der Abtei von Clairvaux[22]
- 1213–1234: Simon, 12. Abt, erhielt 1219 von Papst Honorius III. für sich und seine Nachfolger die Mitra und den Ring mit dem Recht, den Altar und die Kirchenausstattung zu segnen.[22]
- 1234–1243: Willerme Le Parent, 13. Abt
- 1243–1250: Jacques de Béthune, 14. Abt, erhielt das Ordensgewand aus den Händen des Abtes Simon.
- 1250–1268: Guillaume Brunel, 15. Abt
- 1268–1274: Anselme Brunel, 16. Abt.
- 1274–1289: Adamus, oder Adam, 16. Abt
- 1289–1291: Everard, oder Evrard, 18. Abt[23]
- 1291–1316: Jean de Vocute, 19. Abt.
- 1316–1322: Hugues, 20. Abt[24]
- 1322–1326: Pierre, 21. Abt.
- 1322–1326(?): Eustache de Venu, 22. Abt
- 1326–1336: Jean Lebeuf, 23. Abt
- 1336–1346: Jean d'Esquerchin, 24. Abt.
- 1346–1356: Amédée de Laviniac, 25. Abt.
- 1356–1361: Radoux ou Radulphe de Longueville, 26. Abt
- 1361–1373: Pierre Deneuville, 27. Abt[25]
- 1373–1387: Jean Lebescot, 28. Abt
- 1387–1414: Henri de Conflans, 29. Abt
- 1414–1448: Jean de Batterie, 30. Abt
- 1448–1464: Pierre Toulet, 31. Abt
- 1464–1480: Hugues Lohe, 32. Abt
- 1480–1511: Guillaume d'Osterel, 33. Abt
- 1511–1586: Charles Coquin, genannt Saint-Vagon, Neffe des vorigen, 34. Abt[26]
- 1546–1555: Jean Asset, Ordensmann der Abtei Saint-Vaast in Arras, 35. Abt.
- 1555–1576: Jean Letailleur, 36. Abt, Gründer des Collège d’Anchin der Universität Douai, das 1568 unter der pädagogischen Leitung der Jesuiten eröffnet wurde. 1698 bekräftigen die Jesuiten ihre Unabhängigkeit von der Abtei, aber ein Urteil des flämischen Parlaments von 1751 bestätigt, dass das Collège zur Abtei gehört.[27]
- 1576–1610: Warnerus de Vavré oder Warnier de Daure, 37. Abt[28].
- 1610–1620: Jean Faveau, 38. Abt
- 1620–1632: Jean Lemerre, aus La Bassée, 39. Abt
- 1632–1647: Jean de Vauceel, 40. Abt
- 1647–1685: François de Calonne, 41. Abt

### Kommendeäbte
- 1685–1714: Kardinal César d’Estrées (1628–1714), 42. Abt, 1. Kommendeabt[29]
- 1715–1741: Kardinal Melchior de Polignac, 43. Abt, 2. Kommendeabt, starb 1741 in Paris; sein Koadjutor war François de Saluces de Berminicourt, ein Ordensmann der Abtei, der vor ihm starb.
- 1741–1744: Charles Morel, 44. Abt, starb 1744 in Reims.
- 1744: Kardinal Henri Oswald de La Tour d’Auvergne, 45. Abt, 3. Kommendeabt.
- 1745–1746: Le prince de Modène, 46. Abt, 4. Kommendeabt[30]
- 1752–1790: Henry Benedict Stuart, Kardinal von York (1725–1807), 47. und letzter Abt, und 5. Kommendeabt.[31] Er lies den Zugang zum Kloster durch die Errichtung zweier kleiner Pavillons verändern, die auch im 21. Jahrhundert noch die einzigen Überreste der Abtei sind.

## Religiöse und bemerkenswerte Persönlichkeiten, die mit der Abtei verbunden sind
- Udon, oder Odon, Bischof von Cambrai (um 1050–1113), starb in der Abtei von Anchin[32][33]
- Amand de Castello, oder du Chastel, Kanoniker von Tournay, Prior der Abtei von Anchin, dann Abt der Abtei Marchiennes um 1120[34]
- Léonius de Furnes (gest. 1163), Mönch, dann Prior des Priorats Saint-Georges d’Hesdin, Abt der Abtei Lobbes, dann der Abtei Saint-Bertin.
- Petrus Cellensis (ca. 1115–1183), Mönch, Freund von Goswin von Anchin, war 1145 Abt der Abtei Saint-Pierre de Montier-la-Celle bei Troyes, dann um 1161 oder 1162 Abt der Abtei Saint-Remi in Reims und schließlich Bischof von Chartres.
- Frère Baudry, oder Balderic, ist der Autor des Werkes Hilarii de Trinitate, das die zwölf Bücher der Trinatate des heiligen Hilarius von Poitou enthält und aus der Zeit von Alvise und Goswin stammt.[35]
- Bruder Lambert, oder Lamberti, Mönch zur Zeit von Alvise und Goswin, er transkribierte Werke aus der Bibliothek von Anchin.[36]
- Bruder Sicher, oder Sicherus, Autor der dreibändigen Werke des heiligen Bernhard.[37] Er wurde oft mit Bruder Ailrède in Verbindung gebracht, Namensvetter des englischen Abts, er war ein Mönch und Miniaturmaler.[38]
- Bruder Renauld, er führte zu Lebzeiten des Abtes Goswin ein umfangreiches Werk aus, an dem er zehn Jahre lang arbeitete und das 1173 fertiggestellt wurde[39]
- Bruder Hélie, der aus England stammt, hatte seine Profess in der Abtei Saint-Bertin unter dem Abt Leonius abgelegt und kam dann nach Anchin, wo er mehrere Manuskripte ausführte, darunter eines in doppelter Ausführung für die Abteien Saint-Bertin und Anchin. Er ist auch der Autor des Manuskripts von Boulogne zwischen 1145 und 1152.[40]
- Bruder Rainaud, Kopist, in Verbindung mit Bruder Ailrède, einem Miniaturmaler.[41] Er kopierte das Laudibus Crucis von Raban Maur von Mainz, einem Schüler Alkuins, und verfasst im 9. Jahrhundert, für das er sich mit Bruder Oliverus, einem Miniaturmaler, zusammenschloss.[42]
- Goswin von Anchin (1086–9. Oktober 1166), 6. Abt (1131–1166), berühmt für sein literarisches Werk[43][32][44]

- Bruder Bauduin und Bruder Jean, Buchmaler, Autoren der Trinitate des Hl. Augustinus in fünfzehn Büchern[45], und Bruder Jordan, Autor von Dni Augustini in omnes psalmos[46], Gregorii magni epistolœ[47] während der Amtszeit von Abt Goswin.
- 12. Jahrhundert: Lietbert, er war Abt der Abtei Marchiennes[48]
- 12. Jahrhundert: Gerhard Sasso, oder Gerardus, in Anchin; er war einer der geschicktesten Kalligraphen[49] und Rubrikatoren seiner Zeit, bevor er Abt der Abtei von Imécourt wurde.[50]
- Gaspard de Bavincourt (gestorben 1576)
- Melchior de Polignac, Kardinal, der ab 1718 in Anchin im Exil lebte.

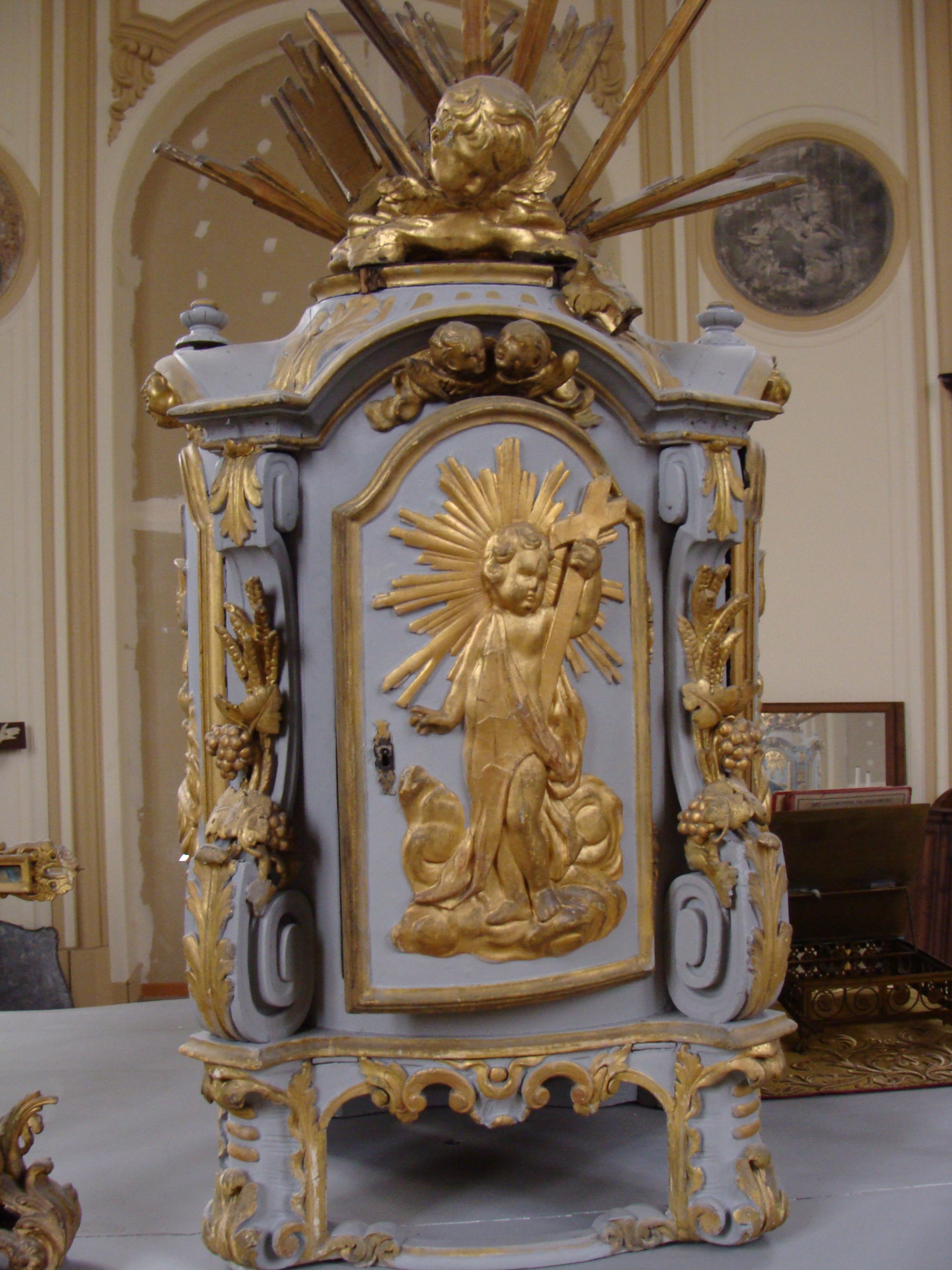
Tabernakel der Abtei von Anchin, Hôpital général de Douai

## Urkunden
- 1161: Es handelt sich um ein von Abt Goswin von Anchin ausgestelltes Pergament, mit dem der Prälat den Brüdern der Abtei Notre-Dame de Vaucelles mit Zustimmung seines Kapitels eine jährliche Rente von 14 Denaren und sechs Kapaunen überlässt. Die Urkunde wurde von einer Reihe von Ordensleuten mitunterzeichnet, darunter fünf Manuskriptoren aus Anchin. Sie trägt das Siegel der Abtei, das an seidenen Befestigungen hängt. In weißem Wachs, dessen Hintergrund rot gefärbt ist, ist das Bildnis des sitzenden Christus mit Kreuznimbus abgebildet, der mit der rechten Hand segnet und mit der linken das Kreuz hält. Die folgende Legende ist zu lesen:

“Sigillum Sti Salvatoris Aquicincti ecclesiæ”

## Bibliothek
Goswin war ein geschätzter Schüler Bernhards von Clairvaux. Er war ein Zeitgenosse und Bezwinger Abelards und einer der gelehrtesten Männer seiner Zeit. In seiner Abtei richtete er eine Schule für die Handschriftenmalerei ein. Die Bibliothek der Abtei, die aus Originalurkunden aus dem 11. bis 14. Jahrhundert besteht, ist nahezu vollständig erhalten. Im Jahr 1792 wurde sie nach Douai verlegt. Diese den Kriegen und Revolutionen entgangenen Manuskripte bilden zusammen mit denen der Abtei Marchiennes den Großteil des Bestands der Stadtbibliothek von Douai.

## Der Schatz
- Ein Prälatenstab aus vergoldetem Kupfer aus dem 13. Jahrhundert von limousinischer Machart, der 1872 in Anchin in einer Grabbeigabe entdeckt wurde, wird im Musée des Beaux-Arts de Valenciennes aufbewahrt.[53][54]
- Das Letzte Abendmahl, ein Gemälde des Malers Joseph Wamps aus Lille, wird in der Stiftskirche Saint-Pierre in Douai aufbewahrt. Mehrere Skizzen von Werken desselben Künstlers, die für die Abtei angefertigt wurden und im Ersten Weltkrieg bei einem Brand zerstört wurden, befinden sich im Musée de la Chartreuse de Douai.[55]

## Grundbesitz und Dependancen

### Priorate
- Das Priorat Saint-Georges (Pas-de-Calais) unterstand von 1535 bis 1789 der Abtei Anchin.[56]
- Das Priorat Évin-Malmaison unterstand von 1658 bis 168[?] der Abtei Anchin.[56]
- Die 1096 errichtete Priorat Saint-Georges d’Hesdin unterstand der Abtei Anchin für den Zeitraum von ihrer Schenkung als Kapelle im Jahr 1092 bis 1789.[56]
- Das Priorat von Aymeries, gegründet 1088.
- Das Priorat Saint-Magulphe oder Machut (um das Jahr 1000) in Wales.
- Das Priorat Saint-Sulpice in Doullens.

- Die Kirche Saint-Martin in Labourse

### Ländereien und Zehnte
- 1160 übertrug Abt Anselm von der Abtei Cysoing Land in der Nähe des Priorats von Sainte-Vierge au Bois dit Beaurepaire an Saint-Sauveur d'Anchin.
- 1170 übertrug der Abt von Cysoing dem Abt der Abtei Saint-Sauveur d’Anchin die Zehnten und Ländereien von Saint-Calixte in Auberchicourt, dass sich vor allem auf einem Hügel hinter dem Schloss (Castellum) erhob.

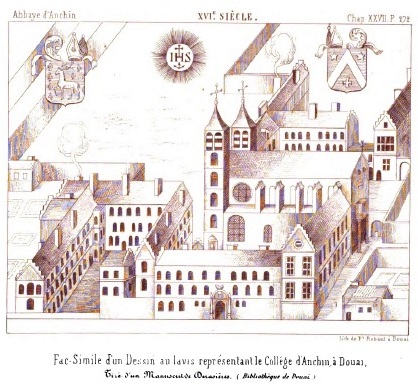
Anchin College in Douai
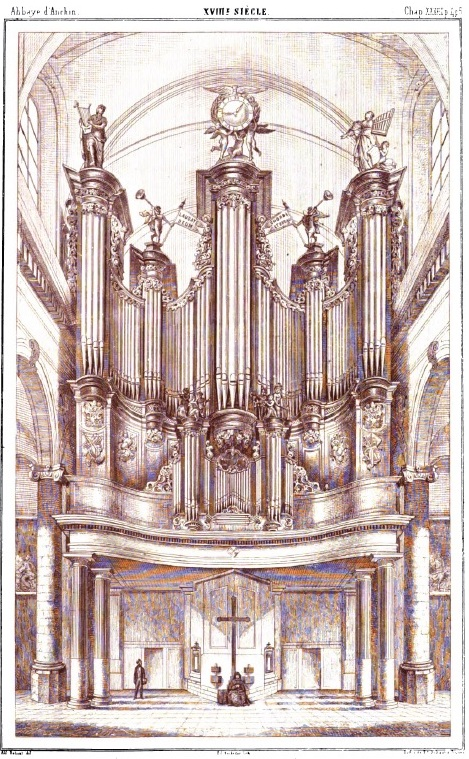
Die Orgeln der Abtei von Anchin wurden in die Stiftskirche Saint-Pierre in Douai verlegt.
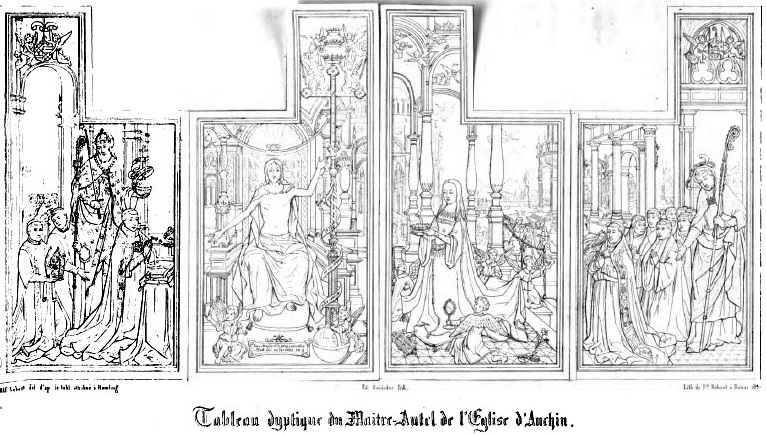
Das Diptychon des Hochaltars.
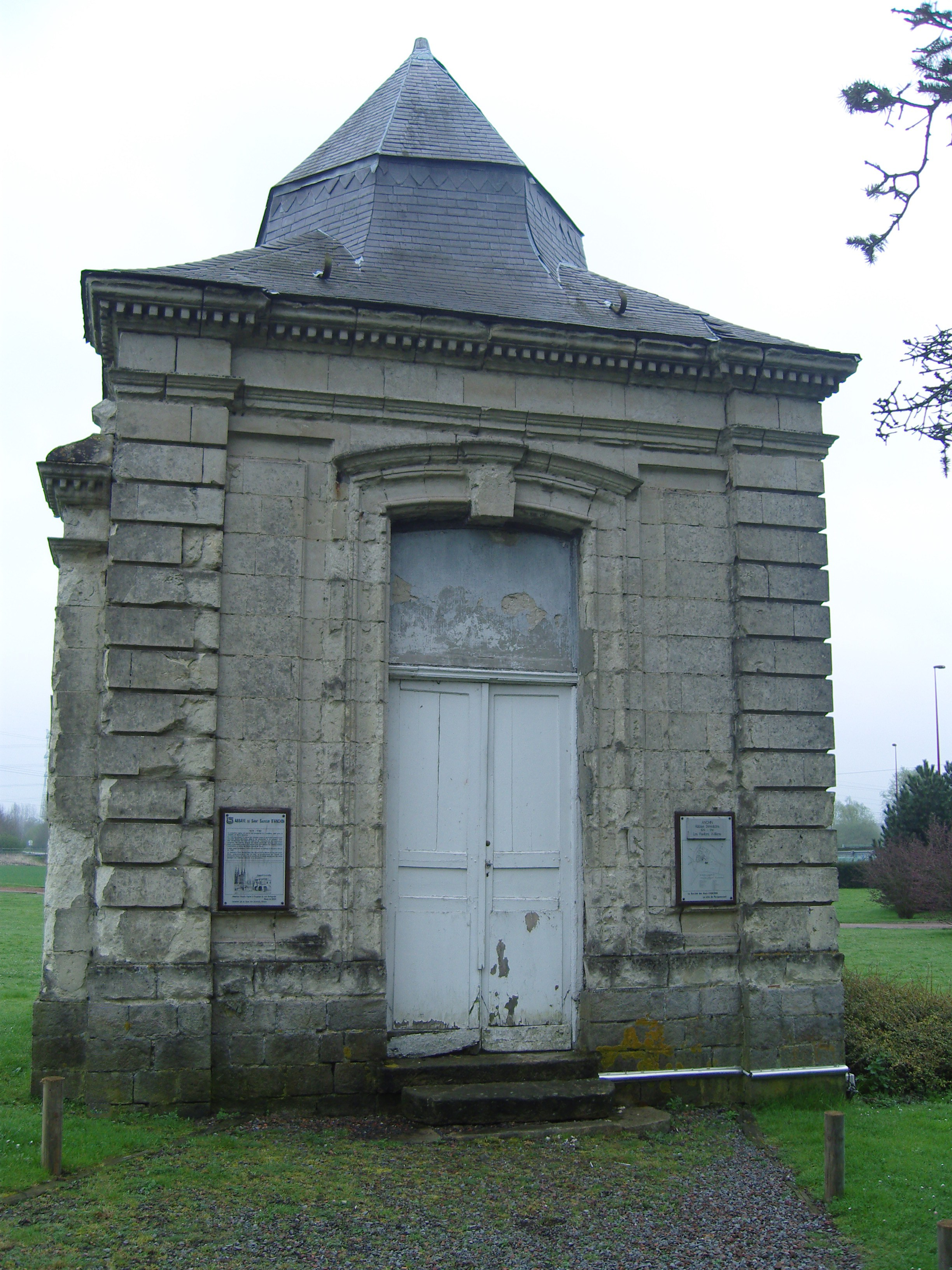
Letzte Überreste des rechten Pavillons am Eingang der Abtei, nachdem er 1792 abgerissen wurde.
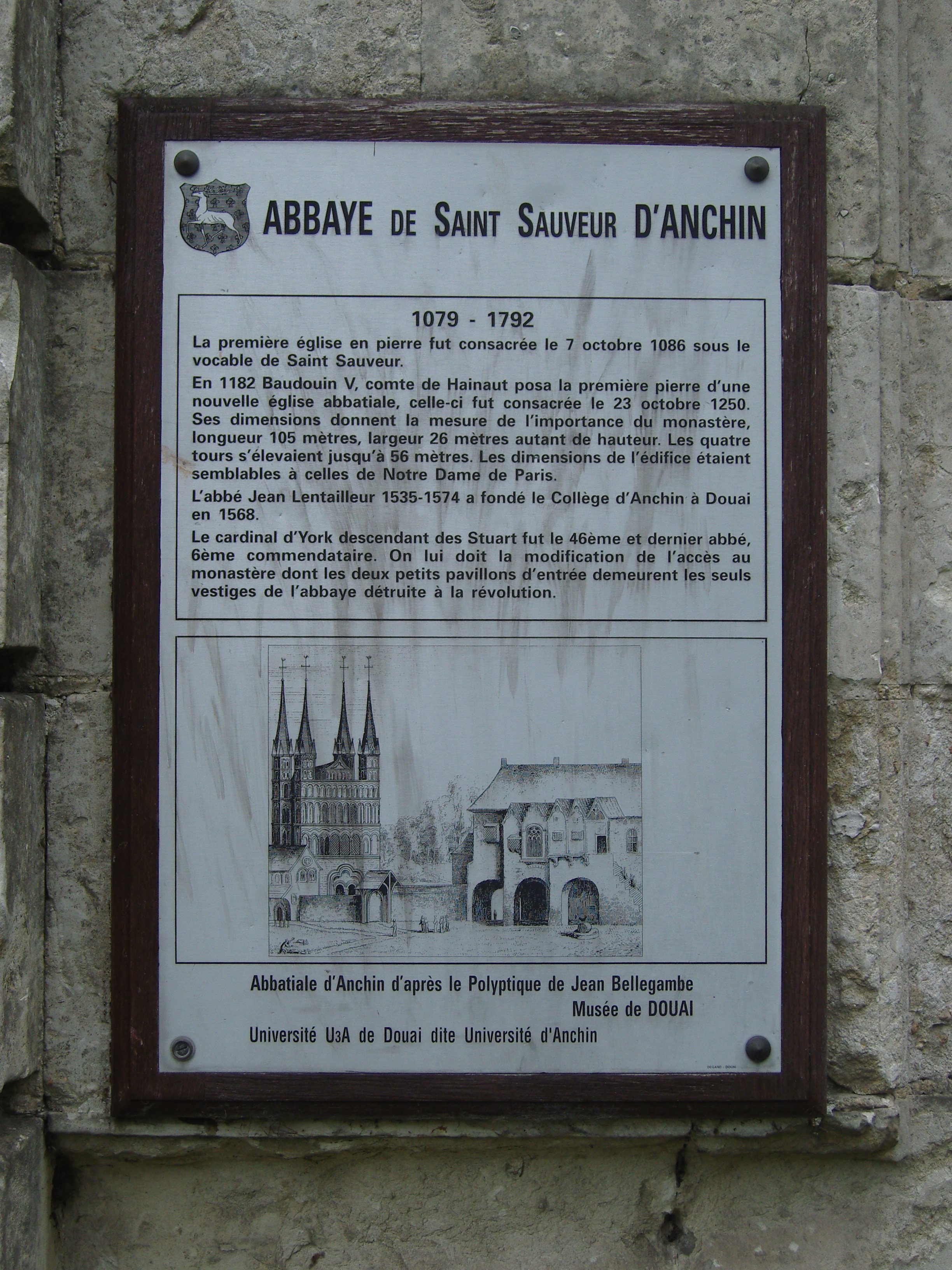
Detail der Abteikirche nach dem Polyptychon von Anchin von Jean Bellegambe.
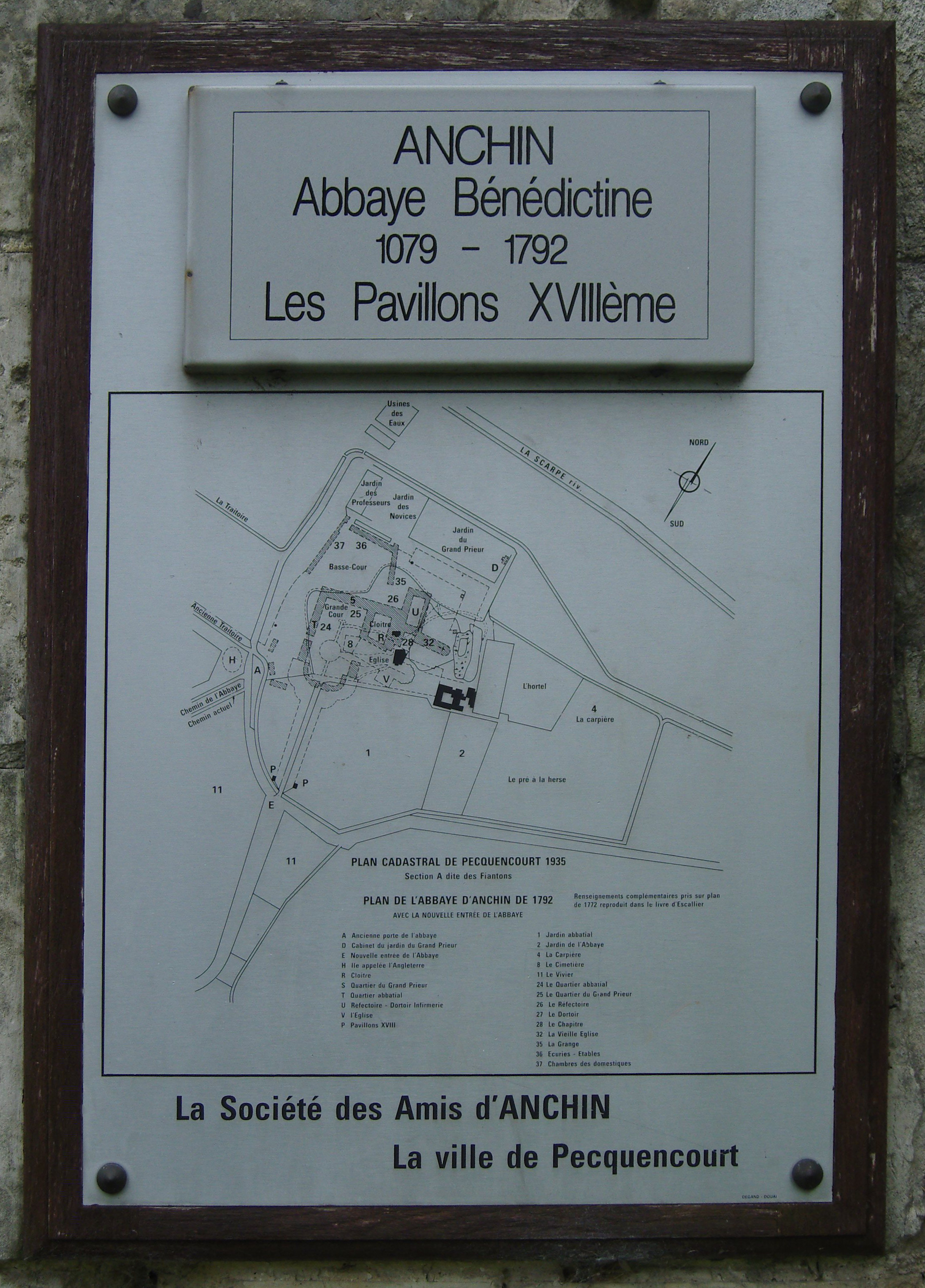
Plan der Abteikirche im Jahr 1792.
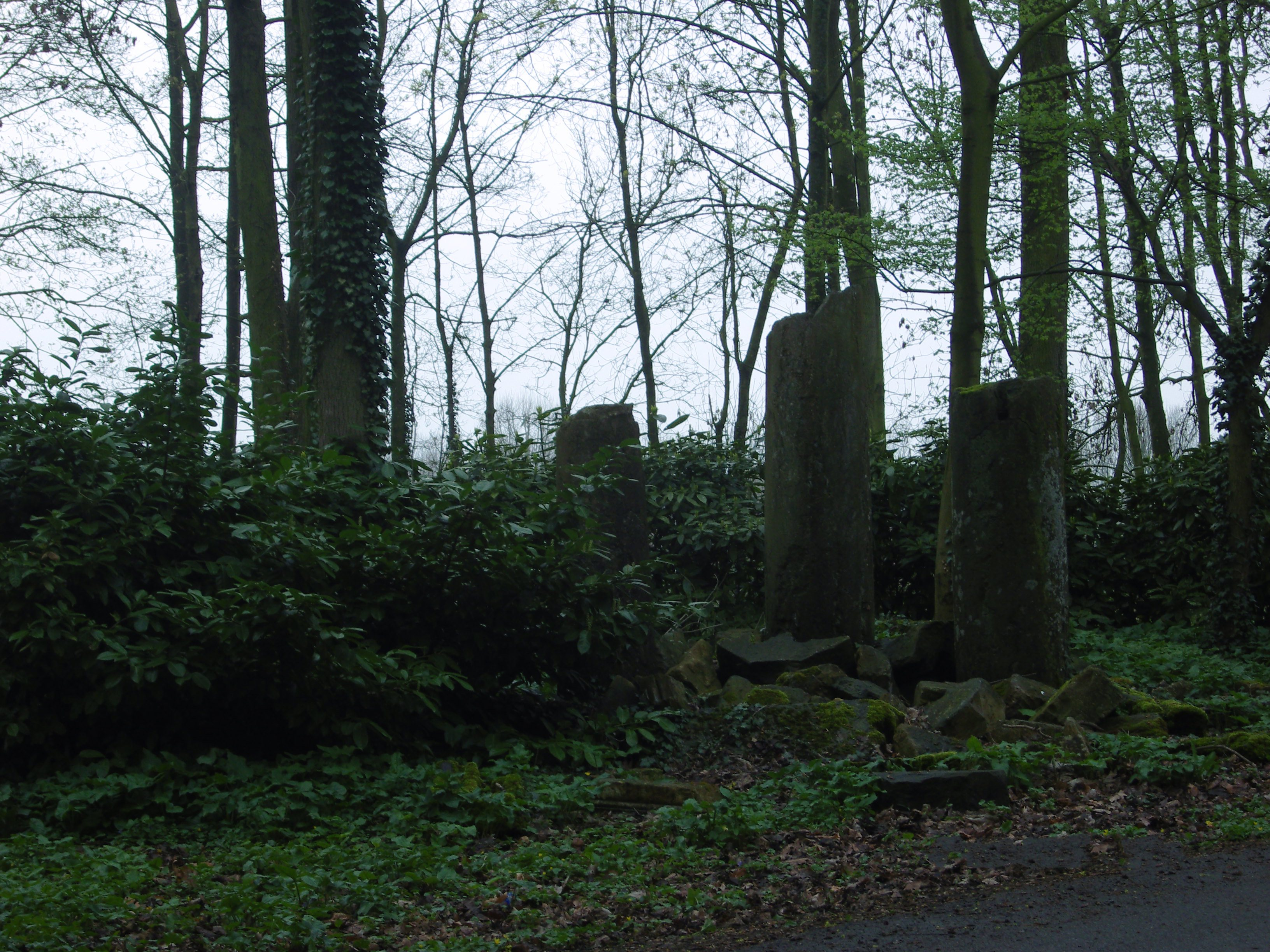
Überreste der Abtei im Jahr 2009